# جيمي بيفينس
جيمي بيفينس (بالإنجليزية: Jimmy Bivins)‏ مواليد 6 ديسمبر 1919 في جورجيا، الولايات المتحدة - الوفاة 4 يوليو 2012 في كليفلاند، كان ملاكم محترف أمريكي صنّف ضمن فئة الوزن الثقيل. دخل قاعة مشاهير الملاكمة الدولية.

## إحصائيات
خاض خلال مسيرته 112 نزالا، فاز في 86 وتعادل في 1 وخسر في 26. فاز بالضربة القاضية في 31 نزالا.

## روابط خارجية
- جيمي بيفينس على موقع بوكس ريك (الإنجليزية) (registration required)